# Amédée Louis Michel Lepeletier
Amédée Louis Michel Lepeletier de San Fargeau (París, 9 de octubre de 1770 – Saint-Germain-en-Laye, 23 de agosto de 1845) fue un entomólogo francés, y especialista en Hymenoptera. Desde el año de 1833 hasta su muerte, sirvió como presidente de la Société entomologique de France (Sociedad Entomológica de Francia).
Fue autor de L'histoire naturelle des insectes hyménoptères, que es parte de la Suites de Buffon.
En esa obra el autor describió muchas subespecies de Apis mellifera, ejemplo de ellas son Apis mellifera scutellata, Apis mellifera lamarckii que es la raza de abeja Egipcia, etc.
Numerosos trabajos de este autor los realizó en coautoría o viceversa con Theodore Dru Alison Cockerell.

## Abreviatura (zoología)
La abreviatura Lepeletier  se emplea para indicar a Amédée Louis Michel Lepeletier como autoridad en la descripción y taxonomía en zoología.